# Aginskij rajon
L'Aginskij rajon (in russo Агинский район?, in buriato Агын аймаг) è un municipal'nyj rajon del Territorio della Transbajkalia, nell'Estremo Oriente russo. Istituito nel 1941, ricopre una superficie di 6 071,04 chilometri quadrati e ha una popolazione di 15 994 abitanti; il capoluogo è l'insediamento di tipo urbano di Aginskoe. Il distretto è suddiviso in 13 comuni.